# Rané případy Hercula Poirota
Rané případy Hercula Poirota (Poirot's Early Cases) je soubor osmnácti povídek od Agathy Christie s belgickým detektivem Herculem Poirotem. Poprvé byl vydán ve Spojeném království v září 1974 u vydavatelství Collins Crime Club.

## Povídky
- Událost na Trafalgarském plese
- Dobrodružství claphamské kuchařky
- Cornwallská záhada
- Dobrodružství Johnnieho Waverlyho
- Dvojí stopa
- Křížový král
- Prokletí Lemesurierů
- Ztracený důl
- Plymouthský expres
- Bonboniéra
- Plány k ponorce
- Byt ve třetím patře
- Dvojí hřích
- Záhad z Market Basing
- Vosí hnízdo
- Dáma se závojem
- Případ na moři
- Jak vám roste zahrádka?